# François III Bouchard d'Aubeterre
François Bouchard, seigneur d'Aubeterre, né vers 1522, mort en 1573, seigneur de Saint-Martin de la Coudre, en Saintonge, est un noble protestant français, assassiné dans son lit un an après le massacre de la Saint-Barthélemy. Il avait vendu ses terres pour organiser la conjuration d'Amboise et s'exila à Genève, où il vécut en fabriquant des boutons. Frère d'Antoinette d'Aubeterre et beau-frère de Jean V de Parthenay, décrié par Brantôme, il est cité par François Viète dans sa vie de Soubise.

## Biographie
Fils de François II Bouchard d'Aubeterre et d'Isabelle de Saint-Seigne ; il se marie en 1548 à Françoise Gentil, fille d'André, seigneur de Bardines. Dès 1553 il est en correspondance avec Calvin.
Après la conjuration d'Amboise en 1560, il fonde l'église d'Aubeterre-sur-Dronne. Fait prisonnier et condamné à mort, il doit la vie, d'après Brantôme, à l'intervention de Jacques d'Albon, maréchal de Saint-André. Ses biens sont confisqués, avec l'appui des Guise, au profit de ce maréchal.
En 1563, à la réception des lettres de Condé, qui appellent les protestants aux armes lors de la Première Guerre de religion, François Bouchard rejoint les seigneurs huguenots rassemblés à Saint-Jean-d'Angély. Il y est élu chef de la troupe de Saintonge. Chargé de la défense de Tours, il prend le parti de se retirer à Poitiers.
François Bouchard, se retire alors à Genève, où le sieur de Bourdeilles raconte qu'il était « faiseur de boutons, fort pauvre et misérable. » En 1566 il épouse à Genève, Gabrielle Laurensanne, d'une famille suisse. Il rentra ensuite dans sa patrie à la mort de son père François II Bouchard.
Lors de la Deuxième guerre civile, Bouchard se trouve à Confolens, mais ne rejoint l'armée de Condé qu'à Pont-sur-Yonne. A la Troisième guerre de religion, deux lettres lui sont adressées, l'une par le prince de Condé, en date du 22 octobre 1568, l'autre par Henri de Navarre, en date du 2 nov., pour lui ordonner de se saisir des deniers du roi et du clergé, de lever les tailles et de frapper les papistes enrôlés sous le drapeau ennemi d'une contribution de 18 000 livres.
Par arrêté du 6 avril 1569, le parlement de Bordeaux, prend un arrêt de mort contre lui et les autres chefs protestants de la Guyenne, de l'Aunis et de la Saintonge.
Selon d'Aubigné, il fut assassiné dans son lit par un chef catholique, en 1573. L'assassin, Clousi ou Cluseau, fut emmené par le futur Henri IV à Saint-Jean-d'Angély à grand peine, la foule voulant l'écharper. 
Il eut un fils né à Genève, David, âgé de dix ans à la mort de son père, qui, rapatrié en France, abjura le protestantisme, se maria avec Renée de Bourdeilles nièce de Brantôme, retrouva son château d'Aubeterre et se mit au service de la Ligue catholique, du duc de Mayenne, puis d'Henri IV. Sa fille, Hyppolyte, dernière héritière de la branche des Bouchard, porta la vicomté d'Aubeterre dans la maison d'Esparbès de Lussan en épousant le maréchal François. Un second fils Jean, fut tué durant les troubles ; un troisième, Charles entra dans les ordres. Il eut encore un dernier fils, Louis, seigneur de Montbazillac en 1607.

## Sources
Eugène et Emile Haag : La France protestante  page 414.